# Alberto Cruz
Alberto Manuel Barbosa Pereira da Cruz CvC (12 de Novembro de 1920 -  26 de Dezembro de 1990) nasceu a 12 de Novembro de 1920, na freguesia da Cedofeita, no Porto e faleceu em Cascais em Dezembro de 1990. Foi um arquitecto português que se notabilizou pelas obras e projectos, sendo particularmente relevantes para a Vila de Cascais e Estoril. È aqui que tem inicio a sua ligação na criação de uma série de projectos que se tornariam emblemáticos desenvolvimento turístico do eixo Cascais/ Estoril como os Hotéis Cidadela (já destruído), Baía, a ampliação do Hotel Palácio, as arcadas do Estoril. A sua obra foi também particularmente marcante, na criação do projecto turístico da Torralta, no Alvor, Algarve ou no projecto do museu  e pousada no Caramulo.   

## Biografia
Alberto Cruz estudou na Escola de Belas Artes do Porto (EBAP) de 1936 a 1946. No âmbito da conclusão da sua licenciatura em arquitectura, desenvolveu um projecto para uma residência unifamiliar para uma filha de Fausto Figueiredo, um grande empresário ligado ao turismo, proprietário do Hotel Palácio e da concessão do Casino de Estoril.
A 3 de Fevereiro de 1956 foi feito Cavaleiro da Ordem Militar de Cristo.

## Obras
- Museu de Etminologia, Lisboa, 1961
- Pousada da Ria, Torreira, Inaugurada em 1962 [3] O edifício caracteriza-se pela horizontalidade da sua arquitectura com varandas assentes em pilotis de pedra rustica, debruçadas sobre a agua, dando a sensação que o edifício levita ligeiramente acima da Ria.
- Pousada de Santa Maria em Marvão inaugurada em 1967 (juntamente com J. Santos Costa)[4]
- Hotel Grão Vasco em Viseu, inaugurado em 1964,
- Hotel Alvor-Praia,  Inaugurado em 1967.
- Hotel Delfim (Pestana Delfim). Alvor, Algarve.
- Feira das Indústrias de Lisboa (FIL), projecto de Francisco Keil do Amaral e Alberto Cruz[5]
- Estalagem no Castelo de Santa Cruz (Faial, Açores)[6] inaugurada em 1969.
- Hotel da Lapa (reconstrução e transformação do palácio em hotel)[7]
- Hotel Baía[8][9]
- Hotel Cidadela (Cascais)[10]
- Mercado Municipal de Cascais[10][11]
- Mercado Municipal de Carcavelos[10]
- Farmácia Cordeiro[10]
- O Museu do Caramulo. e a Pousada de São Jerónimo  nascem num projecto da família Lacerda que perante o mais que previsível declínio do Caramulo retirando-lhe a conotação negativa associada à tuberculose de forma  converter num de atracção cultural e artística. O edifício do museu é fruto da influencias de sensibilidade tectónica semelhante à dos seus contemporâneos italianos Piacentini, Muzio e Gardella. Num estilo manifestamente classicista mas introduzindo novas concepções modernistas. O resultado é visível no imponente pórtico e num interior funcional conforme os mais modernos conceitos museológico da época e também por isso quase sem janelas para o exterior. A implantação do edifício foi no entanto condicionada pela reconstrução e reconstituição do claustro oitocentista proveniente do Convento Franciscano da Fraga, em Sátão, que em 1954 Abel Lacerda adquiriu e salvou da destruição eminente. O claustro foi então transportado para o Caramulo peça por peça e ai remontado e restaurado com o necessário rigor e respeito pelos aparelhos de pedra, travejamentos e telhas; estas últimas nalguns casos negociadas com as gentes da serra, com telhas novas, em troca por velhas telhas rústicas. O claustro foi usado como uma reconstituição do impluvium das casas romanas de Pompeia e construir todo o sistema de salas de exposição em seu torno, criando um canónico quadrado com 55 metros de cada lado, sobressaindo apenas o pórtico de entrada.[12] Ambos viriam a ser inaugurados pelo Presidente da República, Américo Thomaz em 1959,[13] tendo sido um dos primeiros museus concebidos e realizados em Portugal, com todos os requisitos modernos da museologia.
- Banco Banif (Rua Augusta, Lisboa) - colaboração em Design de Interiores.
- Mercado Municipal de Braga
- Casa do Mar, Guia, Cascais
- Arcadas do Estoril[14]